# Diocèse d'Exeter
Le diocèse d'Exeter (en anglais : diocese of Exeter) est un diocèse anglican de la Province de Cantorbéry. Recouvrant l'intégralité du Devon, le diocèse est l'un des plus grands d'Angleterre. Son siège est la cathédrale d'Exeter.
Jusqu'en 1876 le diocèse d'Exeter incluait la Cornouailles. Elle en a été détachée à cette date pour former le diocèse de Truro.

## Archidiaconés
Le diocèse se divise en quatre archidiaconés :
- L'archidiaconé d'Exeter
- L'archidiaconé de Totnes
- L'archidiaconé de Barnstaple
- L'archidiaconé de Plymouth

## Voir aussi

Armoiries épiscopales de l'évêque d'Exeter.